# Logo (representación gráfica)
El término "logo" genera aún controversia debido al diferente significado que se le da profesional y socialmente. En su origen (y así es aún defendido por los profesionales), el logo no sería más que la abreviatura del logotipo, y por tanto sinónimo de este. Socialmente, en cambio, se ha extendido su uso como forma genérica de referirse a cualquier representación gráfica de una marca. Esto incluiría, por tanto, el propio logotipo, pero también otras representaciones, como el isotipo o el isologo.
Esta página refleja su acepción social, es decir, como representación gráfica genérica de una marca, que es el conjunto de signos que identifican comercialmente y legalmente una entidad. Un logo puede ser una marca o no, en función de que esté o no registrado.

## Tipos de logos
- Logotipo: es la representación gráfica del nombre de la marca, conformado por letras, su tipografía.
- Isotipo: es la representación gráfica de la marca, sin letras. Puede ser la representación simplificada de algo concreto (icono o pictograma) o de un concepto abstracto (símbolo, emblema o idiograma).
- Imagotipo: los dos elementos juntos pero no revueltos. Es decir, la unión de un logotipo más un isotipo, formando un conjunto final (imagen o símbolo más tipografía) en el que texto y símbolo se encuentran claramente diferenciados e incluso pueden funcionar por separado.
- Isologo o isologotipo: los dos elementos juntos entrelazados. En este caso, el texto y el icono se encuentran fundidos en un solo elemento. Son partes indivisibles de un todo y solo funcionan juntos. También incluye los casos en que las letras se configuren para formar una imagen.

- Datos: Q25411754